# World Cyber Games 2012
I World Cyber Games 2012 si sono svolti a Kunshan, Cina, dal 29 novembre al 2 dicembre 2012

## Giochi ufficiali

### PC
- CrossFire
- Dota 2
- StarCraft II: Wings of Liberty
- Warcraft III: The Frozen Throne
- FIFA 12

### Giochi promozionali
- Counter-Strike Online
- Defense of the Ancients
- QQ Speed
- World of Tanks

## Risultati
| 2012                            | Gold            | Silver          | Bronze              | 4th                      |
| CrossFire                       | Invictus Gaming | Freedom         | MSI-EvoGT.tnc       | Virtus.pro               |
| Dota 2                          | Invictus Gaming | DK eSports      | DevilMice           | Orange eSports           |
| FIFA 12                         | deto            | Bartas          | Patan               | Yozhyk                   |
| StarCraft II: Wings of Liberty  | ST_Parting      | Adelscott       | iG.MacSed           | FXO.LoWeLy               |
| WarCraft III: The Frozen Throne | TeD             | Fly100%         | Sky                 | Moon                     |
| Counter-Strike Online           | Cina (bandiera) | Cina (bandiera) | Malaysia (bandiera) | Taipei cinese (bandiera) |
| Defense of the Ancients         | TongFu          | LGD Gaming      |                     |                          |
| QQ Speed                        |                 |                 |                     |                          |
| World of Tanks                  | The RED: Rush   | WaveKnight      | Fulcrum Gaming      | Anubis Empire            |

## Medagliere[1]
| Nazione       | O | A | B |
| ------------- | - | - | - |
| Cina          | 3 | 2 | 2 |
| Corea del Sud | 1 | 0 | 0 |
| Germania      | 1 | 0 | 0 |
| Vietnam       | 0 | 1 | 0 |
| Polonia       | 0 | 1 | 0 |
| Francia       | 0 | 1 | 0 |
| Filippine     | 0 | 0 | 1 |
| Belgio        | 0 | 0 | 1 |
| Argentina     | 0 | 0 | 1 |